# زلیم باکایف
زلیمخان خوسینویچ باکایف (روسی: Зелимхан Хусаинович Бакаев؛ متولد ۲۳ آوریل ۱۹۹۲) خواننده چچنی بود. او در ۸ اوت ۲۰۱۷، در حالی که برای شرکت در عروسی خواهرش به منطقه سفر کرده بود، در چچن ناپدید شد. اعتقاد بر این است که او توسط مقامات چچن به عنوان بخشی از آزار و اذیت سیستماتیک مردان همجنسگرا ربوده، شکنجه و به قتل رسیده است.

## شغل
زلیم باکایف (که گاهی باکایف نیز نامیده می‌شود) در گروزنی، پایتخت جمهوری چچن، از خوسین و مالیکا باکایف متولد شد. او که به موسیقی علاقه داشت، از سنین جوانی در چچن شروع به خواندن کرد. او به مدت یک سال و نیم در اداره فرهنگ دفتر شهردار گروزنی کار کرد و به یکی از تک‌خوان‌های گروه آواز و رقص «استولیتسا» (به روسی، Столица) تبدیل شد و کنسرت‌هایی را در چچن و دیگر جمهوری‌های قفقاز شمالی اجرا کرد. رپرتوار او شامل آهنگ‌هایی به زبان چچنی و روسی بود. او به ویژه در چچن، اینگوشتیا، داغستان و در نهایت در روسیه محبوب شد. در سال ۲۰۱۳، او در جوایز سالانه وایناخ برای هنرمندان نوظهور شرکت کرد. موفقیت بزرگ او با تک‌آهنگ‌هایی مانند «Мичахь хьо лела безам» (به معنی «عزیزم کجا می‌روی»)، «Доьхна Дог» («شکستن قلب») و «Нана» («مادر» به انگلیسی) و همچنین با همکاری البیکا جمال‌الدینووا، با آهنگ‌های پرفروش «Не хватает тебя» (دلم برات تنگ شده) و «Без тебя» («بدون تو») رقم خورد. او همچنین با تهیه‌کننده گیلانی استادنیک همکاری کرد و مدیریت آلبوم‌ها را لیلا واخایوا بر عهده داشت. در سال ۲۰۱۷، باکایف برای بازی در نسخه روسی سریال «استار آکادمی» با نام «فابریکا زویوزد» در فصل دهم آن درخواست داد. قرار بود این سریال از سپتامبر ۲۰۱۷ در شبکه تلویزیونی روسی «موز-تی‌وی» آغاز شود.

## ناپدید شدن
در ۶ اوت ۲۰۱۷، باکایف برای شرکت در عروسی خواهرش به گروزنی سفر کرد. او قرار بود چند روز بعد به مسکو برگردد زیرا قرار بود در ۱۰ اوت در یک مسابقه موسیقی روسی شرکت کند. طبق گفته دو شاهد عینی، در ۸ اوت، او توسط نیروهای امنیتی ویژه استقرار سریع دستگیر شد. تلفن همراه باکایف نیز در همان روز غیرفعال شد. گمانه‌زنی‌ها حاکی از آن بود که دستگیری او به دلیل سوءظن به همجنسگرا بودن بوده است. مقامات چچن یک کمپین ضد ال‌جی‌بی‌تی اعلام کرده بودند و گزارش‌های زیادی از آزار و اذیت همجنسگرایان در این جمهوری وجود داشت. باکایف پیش از این از هرگونه حضور عمومی در چچن منع شده بود.
ملیکا، مادر باکایف و عمه‌اش پیامی دریافت کردند مبنی بر اینکه باکایف چچن را «ترک» کرده است. در ۱۸ اوت، ملیکا شکایتی مبنی بر ناپدید شدن پسرش به پلیس گروزنی ارائه داد و در ۲۲ اوت به شورای حقوق بشر مراجعه کرد و خواستار توضیحاتی از آنها و وزارت کشور چچن شد. وزیر امور خارجه و اطلاعات چچن هرگونه دخالت مقامات چچنی در این ماجرا را تکذیب کرد. پلیس چچن ادعا کرد که باکایف بلیط قطار از نالچیک به مسکو را با حرکت در ۱۱ اوت خریداری کرده است.
در ۱۴ سپتامبر، سازمان حقوق بشری آمریکایی «اول حقوق بشر» از وزارت امور خارجه ایالات متحده خواست تا در مورد زلیم باکایف با مقامات روسیه مداخله کند.
در ۱۶ سپتامبر، مادر این خواننده علناً از رمضان قدیروف، رئیس‌جمهور چچن، در مورد پسرش درخواست کمک کرد، اما در ۱۸ سپتامبر، وزارت کشور چچن از آغاز تحقیقات جنایی در مورد ناپدید شدن باکایف خودداری کرد.
جامبولات عمروف، وزیر سیاست ملی، روابط خارجی، مطبوعات و اطلاعات چچن، در گروه آربی‌کی نقل قول شد که گفت: «این مرد وهابی نیست، تروریست نیست، در هیچ پرونده‌ای دست ندارد. هیچ سازمانی او را نگرفته است، تا صد سال هیچ‌کس به او نیازی نخواهد داشت.» وی افزود که باکایف «به زودی دوباره ظهور خواهد کرد».
در ۲۴ سپتامبر ۲۰۱۷، ویدئویی مشکوک منتشر شد که ظاهراً در آلمان گرفته شده و در آن فردی شبیه به باکایف ادعا می‌کند که اکنون در آلمان است. این ویدئو ابتدا در یک حساب کاربری موقت یوتیوب آپلود و سپس اندکی پس از آن از تلویزیون گروزنی پخش شد. دوستان و خانواده این خواننده به دلیل وجود مبلمان و تجهیزات روسی در فیلم و همچنین نوشیدنی‌ها و برندهای الکلی که در آلمان عرضه نمی‌شوند، مشروعیت این ویدئو را زیر سؤال برده‌اند. یک دیپلمات عالی‌رتبه از نمایندگی اتحادیه اروپا در روسیه نیز تأیید کرد که باکایف در اوت ۲۰۱۷ یا بعد از آن از مرز هیچ‌یک از کشورهای شنگن عبور نکرده است.
در اکتبر ۲۰۱۷، رسانه‌های بین‌المللی، و در درجه اول رسانه‌های ال‌جی‌بی‌تی، پلیس چچن را به قتل زلیم با شکنجه به عنوان بخشی از پاکسازی‌های ضد همجنسگرایی در چچن متهم کردند. 

## فیلم‌برداری برگزیده
- "Не хватает тебя" (دلتنگ شما) (با البیکا جمالدینوا) (نوامبر ۲۰۱۳)
- "Нана" (نانا) (مارس 2016) youtube
- "Без тебя" (بدون تو) (با البیکا جمالدینوا) (فوریه ۲۰۱۶)